# Dicle Haber Ajansı
Dicle Haber Ajansı (DİHA) war eine als „pro-kurdisch“ beschriebene unabhängige Nachrichtenagentur in der Türkei. Ihre Internetseite wurde von der türkischen Telekommunikationsbehörde gesperrt und die Agentur am 30. Oktober 2016 per Notstandsverordnung von den türkischen Behörden geschlossen.

## Geschichte
Die Nachrichtenagentur nahm am 4. April 2002 im Istanbuler Stadtteil Beyoğlu ihre Arbeit auf und verbreitete unter dem Slogan Keine Zugeständnisse, wenn es um die Wahrheit geht (englisch: Never make a concession from the truth) Nachrichten in kurdischer, türkischer und englischer Sprache. Neben der Hauptredaktion in Istanbul unterhielt sie Büros in Ankara, Izmir, Diyarbakır und Van mit einem weitverzweigten Korrespondentennetz. Die Artikel, Fotografien und Videos fokussierten auf den Mittleren Osten und behandelten insbesondere kurdische Themen. Die Redaktion bekannte sich zu den Menschenrechten und zur Freiheit als globalen Werten. Die Agentur finanzierte sich nach eigenen Angaben durch Abonnenten.
DIHA sah sich mehrfach verschiedenen Repressalien von Seiten des türkischen Staates ausgesetzt. 2004 berichteten die Reporter ohne Grenzen darüber, dass die Journalistin Gönül Mörkoç verhaftet wurde. Ihr wurde zur Last gelegt, über eine Demonstration berichtet zu haben, die sich gegen das Besuchsverbot für den in Haft befindlichen PKK-Führer Abdullah Öcalan wandte. Im Fall der festgenommenen Journalistinnen Evrim Dengiz und Nesrin Yazar warf die Staatsanwaltschaft in Adana ihnen zunächst einen Verstoß gegen den Verfassungsgrundsatz der Einheit der Nation und der territorialen Integrität des Staates vor und forderte eine lebenslange Freiheitsstrafe. Später wurde die Anklage geändert in „Kollaboration mit der PKK“. Dieser Vorwurf lag auch zahlreichen weiteren Verhaftungen zugrunde. Das Europäische Journalismus-Observatorium konstatierte im August 2016, dass der Zugang zur Online-Seite von DIHA zum 43. Mal unterbunden worden war; auch der Twitter-Account der Agentur wurde mehrfach blockiert.
Am 30. Oktober 2016 wurde per Dekret die Schließung von 15 zumeist pro-kurdischen Medien bekannt gegeben. Zu den betroffenen Unternehmen gehörte neben der zuvor schon vorübergehend geschlossenen Tageszeitung Özgür Gündem auch die Agentur DIHA. Die Maßnahme stand in engem Zusammenhang mit dem fehlgeschlagenen Putschversuch in der Türkei vom Juli 2016. Nach dem Scheitern des Coups wurden unter anderem mehr als ein Drittel der Offiziere im Generals- und Admiralsrang verhaftet und viele oppositionelle Medien verboten. Nach Darstellung der Tageszeitung Die Welt waren Ende Oktober 2016 insgesamt 133 Journalisten und Verleger in Haft, 14 davon Mitarbeiterinnen und Mitarbeiter von DIHA: Unter den nun geschlossenen Medien ragt die Nachrichtenagentur Diha heraus. [...] Auch wenn die Berichte von Diha nicht immer zuverlässig waren, boten sie ein Gegengewicht zu den ebenfalls nur bedingt zuverlässigen Nachrichten der staatlichen Nachrichtenagentur Anadolu. Dieses Gegengewicht entfällt nun.

## Nachfolger
Der erste Nachfolger war die Agentur dihaber, die mit dem Notstandsdekret vom 25. August 2017 geschlossen wurde. Die im September 2017 gegründete Mezopotamya Ajansı (Nachrichtenagentur Mesopotamien) steht ebenfalls in der Tradition der DİHA.